# María Orán
María Orán Cury (Santa Cruz de Tenerife, 1 de mayo de 1943-Ibidem, 10 de marzo de 2018) fue una soprano española.

## Trayectoria musical
Comenzó sus estudios musicales en el conservatorio de su ciudad natal Santa Cruz de Tenerife,   transladándose posteriormente a Madrid, donde cursó clases de piano y de virtuosismo con el eminente pianista José Cubiles y simultáneamente canto con Lola Rodríguez Aragón, obteniendo en esta última especialidad el premio Fin de Carrera otorgado por el Real Conservatorio de Música de Madrid.
Como soprano participó en los principales festivales de música celebrados en España, y en el extranjero, como por ejemplo en el Gulbekian de Lisboa, en el Tepotzotlán de México, en los Due Mondi de Espoleto, en el Flandes de Bélgica, en el Beethovenfest de Bonn, en el Festival de Otoño de Varsovia, en el Bienal de Venecia, en las Arts de Hong Kong, en el English Bach de Londres y en los de París, Holanda, Berlín, Edimburgo, Osaka y Australia.
Su conocida fama mundial dentro del ámbito del canto, le llevó a colaborar con las más prestigiosas orquestas españolas y extranjeras, como por ejemplo la Orquesta Sinfónica de Viena, la Suisse Romande, la Residencia de La Haya, la Sinfónica de Londres y la Sinfónica de Berlín, la Filarmónica de Israel, la Orquesta de París, la Filarmónica de Londres, la Orquesta Sinfónica Yomiuri de Japón, la Bayerischer Rundfunk, etc. Cantó dirigida por directores como de Rafael Frühbeck de Burgos, Michel Plasson, Ígor Markévich, Jesús López Cobos, Helmuth Rilling, Seiji Ozawa, Mario Rossi, Sergiu Comissiona, Alexander Gibson, Vladímir Spivakov y Kent Nagano, entre otros.
Los sellos Zafiro, Columbia, Hispavox, Ohra, KRO y Erato le grabaron en sus conciertos, siendo los más recientes los cuatro discos compactos que editó la Radio Holandesa de Hilversum KRO, con la ópera San Francisco de Asís, de Olivier Messiaen, y un disco de la firma holandesa Erato, con la inclusión de dos ciclos de canciones del mismo compositor, acompañada al piano por la pianista francesa Yvonne Loriod, de la Segunda Sinfonía de Mahler con la Orquesta de la Residencia de La Haya y de la obra completa para canto y piano de Manuel de Falla, en colaboración de Miguel Zanetti para el conocido sello discográfico EMI.
Realizó diversas giras de recitales y conciertos por todo el mundo. Entre ellas, destacan las giras por las principales ciudades de Japón, Australia e Israel, donde la crítica elogió su personalidad artística, resaltando su gran musicalidad y su conocimiento estilístico, junto con su versatilidad en los distintos géneros musicales.
Además de su carrera como soprano, también destaca su faceta de profesora, que comenzó en 1971. En este campo, desarrolló una importante labor pedagógica durante más de veinte años, que simultaneó con su actividad artística. Durante siete años ofreció clases en la Escuela Superior de Canto de Madrid. Igualmente, ocupó posteriormente una cátedra, que conservó durante trece años, en la prestigiosa Escuela Superior de Música de Friburgo (Alemania). 
Acabó su actividad docente en el Conservatorio Superior de Música de Canarias, en Tenerife, donde era catedrática.

## Premios y reconocimientos[3]
- Premio Larios (1993), a su interpretación musical.
- Medalla de Oro de la Isla de Tenerife (Excmo. Cabildo Insular de Tenerife, 1994)
- Cruz de Isabel la Católica (S.M. el Rey, Juan Carlos I, 1995)
- Teide de Oro (1996)
- Premios Casino de Tenerife
- Premio Lucrecia Arana
- Premio Isabel Castelo
- Premio Francisco Viñas
- Premio Toulouse